# Judith Bakirya
Judith Bakirya (geb. ca. 1969) ist eine ugandische Agrarpionierin und Bürgerrechtlerin.

## Leben
Bakirya wurde auf einem Hof in der Region Busoga im Osten Ugandas geboren, jedoch konnte sie sich zunächst nicht vorstellen, in der Landwirtschaft zu arbeiten. Anders als vielen anderen Mädchen in ihrer Region wurde ihr ein Schulbesuch ermöglicht. Sie absolvierte danach ein Masterstudium der Gesundheit und Entwicklung an der Universität Birmingham im Vereinigten Königreich und arbeitete alsbald sowohl in Regierungs- als auch Nichtregierungsorganisationen. Um das Jahr 2000 kündigte Bakirya ihre Stelle bei einer Nichtregierungsorganisation, um ihren Mitmenschen etwas zurückzugeben.

## Wirken
Bakirya widmet sich der Landwirtschaft, lehnt dabei moderne Praktiken ab und führt ihren Hof auf die traditionelle ugandische Weise. Ihr 1000 Hektar großer Hof mit Obstbäumen, Kräutern und Vieh folgt dem Konzept der Permakultur, das die Verschwendung von Ressourcen vermeidet. Sie vertraut dabei auf die Einheit von kommerziellem Erfolg und naturnahen Konzepten der Landwirtschaft; so sagte sie einmal: „Man kann Geld verdienen und die Umwelt schonen.“ Im Jahr 2014 gewann Bakirya den nationalen Landwirtschaftspreis für den zweitbesten Hof mit innovativen Lösungen und erlangte dadurch in ihrem Heimatland schlagartig Berühmtheit. Ihre Prominenz setzt Bakirya seither in der Bildungsarbeit ein; so arbeitet sie zum Zwecke der Aufklärung mit ihren Mitmenschen zusammen und klärt dabei über die Vorteile der Führung eines Hofes nach den Prinzipien der Permakultur auf. Auch macht sie auf die Rechte von Frauen und auf das Problem häuslicher Gewalt aufmerksam.
Die BBC-Sendung 100 Women porträtierte Bakirya im Jahr 2019.